# Mesosa revoluta
Mesosa revoluta es una especie de escarabajo longicornio de la subfamilia Lamiinae. Fue descrita científicamente por Pascoe en 1865.
Se distribuye por la isla de Borneo. Posee una longitud corporal de 11-11,25 milímetros.